# Зала павичів
Зала павичів або Кімната павичів  (англ. The Peacock Room) — історичний інтер'єр з екзотичним художнім декором, котрий створив Джеймс Вістлер (1834—1903).

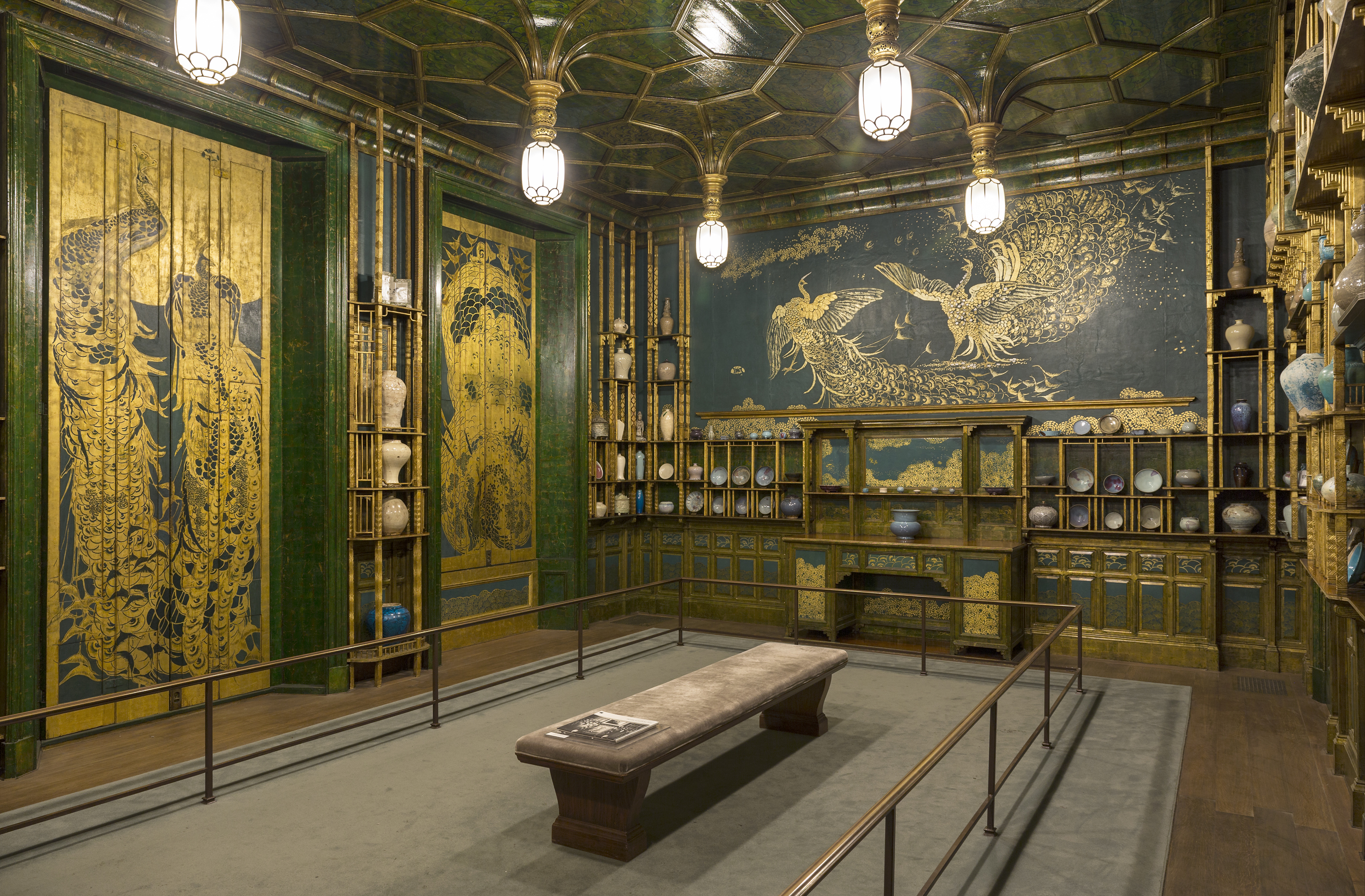
Зала павичів (або Кімната павичів), галерея Фрір, м. Вашингтон
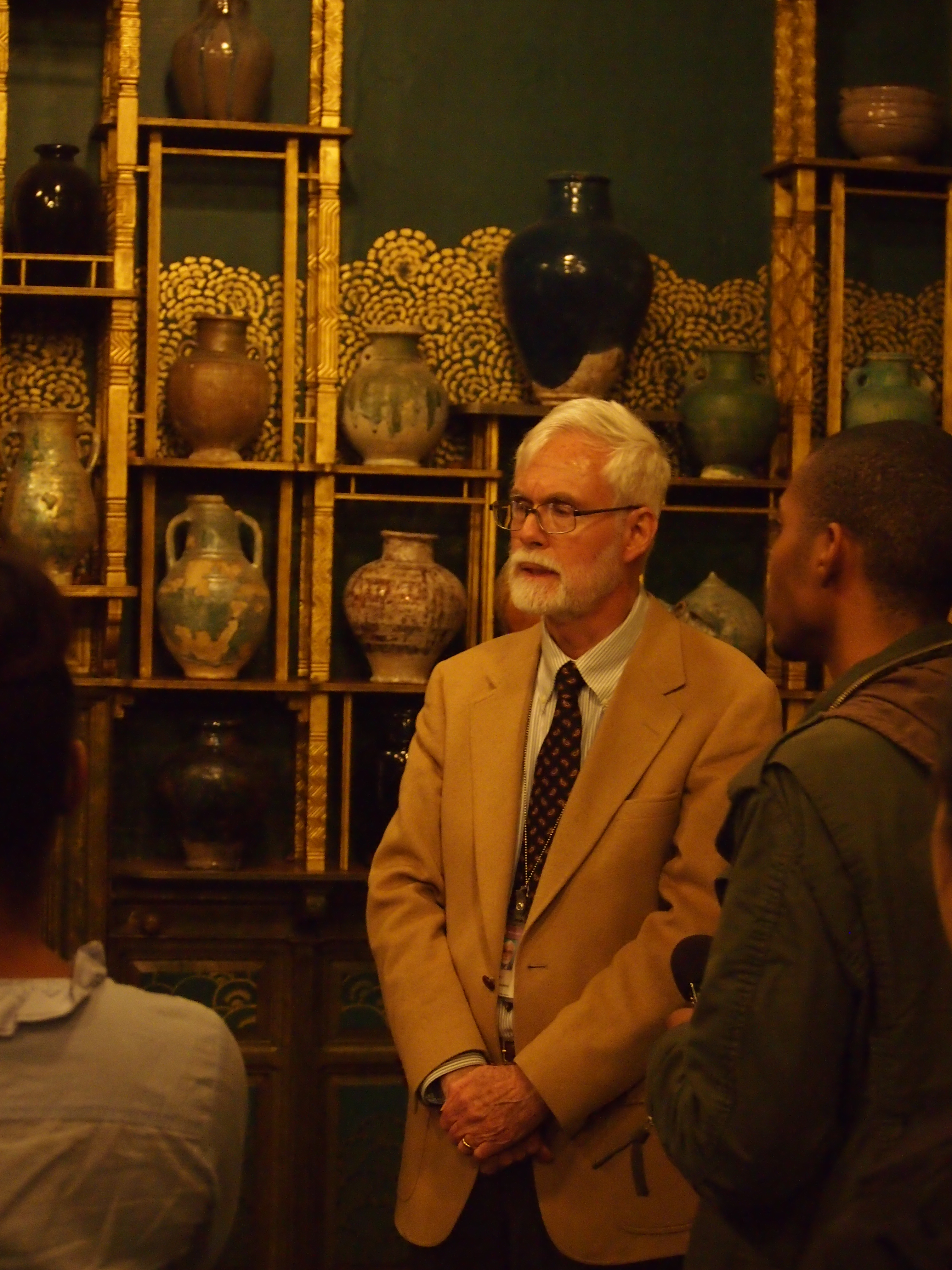
Колекція кераміки азійських країн. Зала павичів, галерея Фрір

## Історія створення
Зала павичів первісно була створена для особняка магната пароплавства Фредеріка Річардса Лейланда як обідня зала. На той час Лейланд замовив реконструкцію власного будинку та запросив попрацювати архітектора Річарда Нормана Шоу. Декор обідньої зали запросили створити архітектора і декоратора Томаса Джекіла у англо-японському стилі. Останній запропонував використати порцеляну.
Лейланд придбав шкіряні шпалери, котрі потрапили у Британію як частина посагу королеви Катерини Арагонської з її гербами і червоними трояндами, що мали символізувати її союз із британським королем Генріхом VIII. Колись шкіряні шпалери прикрашали залу в палаці Тюдорів у Норфолку. Аби розмістити порцеляну, Джекіл наказав створити полички на тонких різьблених стовпчиках з горіхової деревини. На ці полички і перейшла колекція порцеляни, переважно китайської династії Цин.
Обідню залу з екзотичним декором освітлювали три вікна, що виходили на приватний парк. На протилежному боці розмістили валлійську шафу. Північну стіну по центру прикрашав камін, над котрим розмістили картину роботи англо-американського художника Джеймса Вістлера з харктерною для митця назвою «Рожеве і срібне. Принцеса Порцеляни». Стелю прикрасили декором у тюдорівському стилі, але з газовими ліхтарями, котрих не могло бути у 16 столітті. Прогрес прийшов і у декор обідньої зали. Джекіл поклав на підлогу килим з червоною облямівкою і вважав декор майже закінченим. Невдовзі Джекіл захворів і відмовився від праці.

## Самовласні втручання Вістлера
Вістлер працював зовсім у іншому приміщенні того ж помешкання Лейланда. Художник запропонував власні послуги у декоруванні незакінченої зали. Він обговорив із власником пропозицію пригасити червоний колір троянд на старовинних шпалерах, що на погляд Вістлера придушували ніжні кольори його картини у рожевій і срібній тональності. Джеймс Вістлер запропонував перефарбувати старовинні шпалери у жовтий колір. Власник погодився і відбув у Ліверпуль.
Вістлер отримав творчий поштовх і відмовився від жовтої фарби. Він самовласно створив новий інтер'єр у сино-зеленій гамі із золотими павичами. Лейланд був шокований новими фарбами у власній обідній залі, коли повернувся додому. Замовник і художник серйозно полаялись і працювати у домі Вістлеру забронили.

## Банкрутство Вістлера
Стосуни між Лейландом та Встлером мали продовження. 1879 року Джеймс Вістлер оголосив про власне банкрутство. Головним кредитором художника на той час був саме Лейланд. Кредиторів і Лейланда, коли ті уійшли до помешкання художника, чекала карикатура, де у подобі демона-павича сидів Лейланд на будинку Вістлера, а картинка мала ті ж фарби, що і зала павичів у будинку головного кредитора.

## Перевезення у США
По смерті власника Залу павичів у спадкоємців доньки Лейланда та її чоловіка художника Вола Прінцепа придбав американський підприємець і колекіонер творів мистецтва Карл Ланг і вивіз 1904 року у США. Інтер'єр прикрасив помешкання Ланга у місті Детройт. 1919 року залу придбали для експонування у галереї Фрір. З 1923 року Зала павичів була відкрита для американських відвідувачів.